# Wasilij Bartold

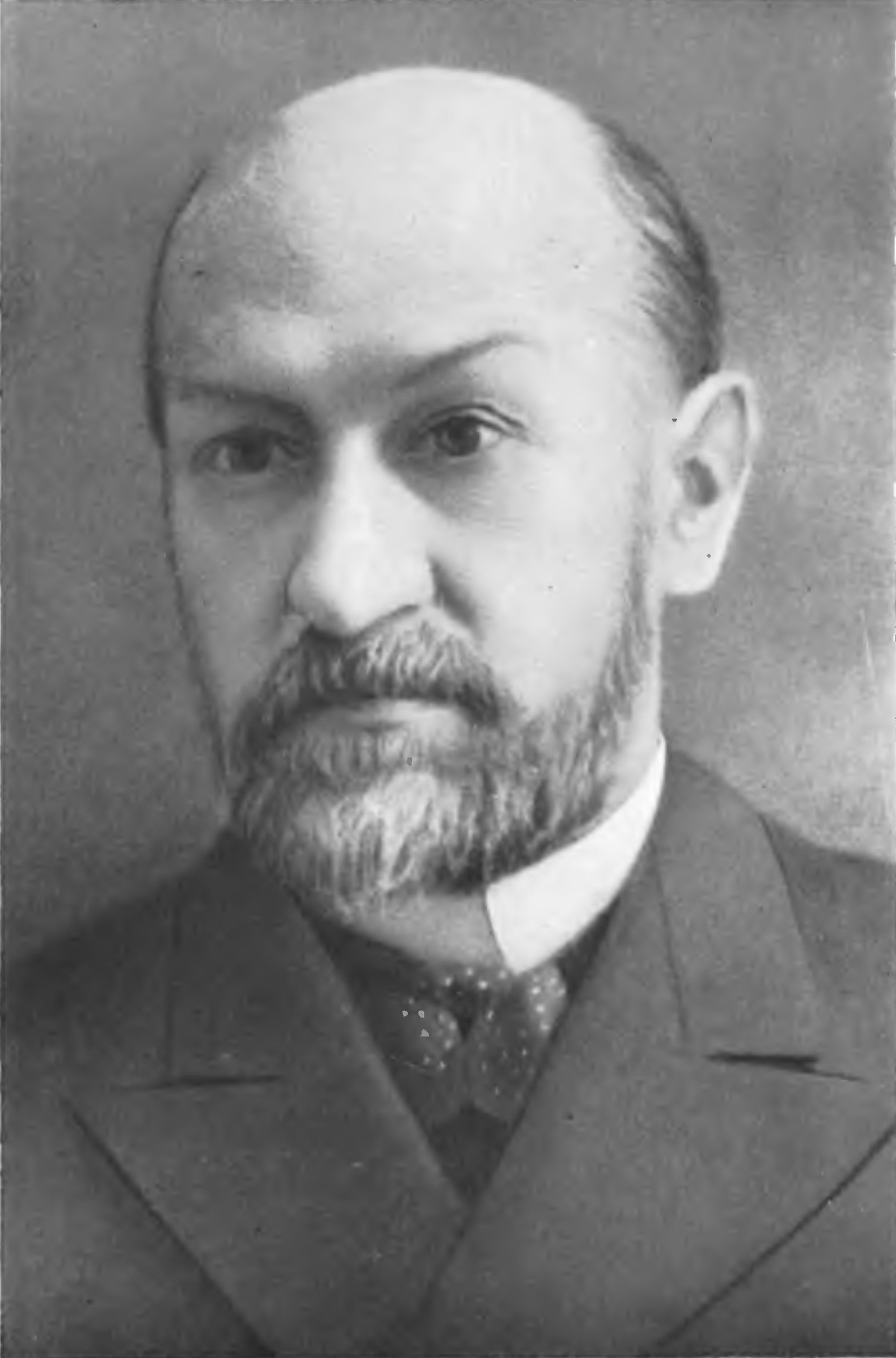
Vasily Bartold

Wasilij Władimirowicz Bartold (ros. Василий Владимирович Бартольд), znany też jako Wilhelm Barthold (ur. 15 listopada 1869 w Petersburgu; zm. 19 sierpnia 1930 tamże) – rosyjski antropolog, orientalista i historyk. 

## Życiorys
W roku 1901 został profesorem Petersburskiego Uniwersytetu Państwowego. Od 1913 członek Petersburskiej Akademii Nauk. Jego dorobek obejmuje ponad 400 prac naukowych, m.in.: „Turkiestan w epochu mongolskiego naszestwija”, „Isłam”, „Istorija Turkiestana”.

## Główne dzieła
- Turkestan Down to the Mongol Invasion (London: Luzac & Co) 1928 (Trans. T. Minorsky & C.E. Bosworth).
- A Short History of Turkestan (1920) [w:] Four Studies on the History of Central Asia (Leiden: E.J. Brill) 1956 (Trans. V. & T.Minorsky).
- An Historical Geography of Iran (Princeton: Princeton University Press) 1984 (translated by Svat Soucek; edited by C.E. Bosworth).